# 咆哮的二十年代
咆哮的二十年代（英語：Roaring Twenties，有時作），指的是1920年代歐美社會與文化的發展現象，尤其是音樂與流行文化等層面。在這段期間，顯著的文化邊界伴隨著經濟繁榮出現在美國與歐洲等地區，尤其是在一些主要都市，如柏林、芝加哥、倫敦、洛杉磯、紐約、巴黎、雪梨、布宜諾斯艾利斯、墨西哥城等地。在法國，這段期間被稱作「瘋狂的歲月」（法語：années folles），強調其社會、藝術和文化動能。爵士樂與新式社交舞蹈開始大為流行，在英國與美國同時出現年輕女性之間突出的流行次文化，裝飾藝術風格的使用達到極盛。
在這段期間，汽車、電影、無線電廣播等的出現和普及，為大眾帶來的有關「現代性」的新穎感受，以及對於傳統的告別。實用主義在日常生活與建築藝術中成為主流，正式但繁複的裝飾手法被放棄。爵士時代也是對於這段時期的稱呼之一。
這個時期的關鍵事件有國際聯盟的出現和運作、美國禁酒令、芝加哥犯罪集團的興盛、奧塞奇印第安人謀殺案的發生、土爾沙種族屠殺、三K黨的復興、哈林文藝復興、爵士時代、汽車的普及、無線電廣播的普及、查爾斯·林白的橫越大西洋的飛行壯舉等。
在1920年代中期，繁榮已經廣為傳播；在德國，1920年代後期又被稱作「黃金的二十年代」。但是，這段時期很快地就結束；1929年華爾街股災結束了這段時期，隨後的經濟大蕭條在世界各地帶來的艱苦的生活。

## 經濟
在這段時期，由於第一次世界大戰後之復原需求，以及（戰爭所致之）支出延遲，經濟成長且繁榮廣為散播，各地出現大量土木營建活動，如汽車和電力的消費財之需求和供應在北美和歐洲、澳洲等已開發地區迅速增長。大量生產使得中產階級人群得以購買許多新技術製造出的商品。在大眾娛樂產業方面，電影逐漸取代歌舞雜耍表演。
美國的收入不平等持續加劇。作為這個時期文化的重要代表之一的非法酒吧派對，通常只出現在經濟繁榮的都市，而且只有相對少數富裕且身為白人者得以參與其中。黑人、移民、天主教徒和猶太人等面臨來自三K黨的暴力威脅。農民在第一次世界大戰期間增加糧食產量；戰後，價格和需求下降，導致了持續的供應過剩與債務迴圈等問題。生產過剩成為製造部門的問題之一；人們透過信用貸款購買收音機、汽車、洗碗機等昂貴的新推出技術產品，但企業的產能依然超出市場的購買量；這種現象的可能原因之一是企業期望擴大和推動股東利潤。1920年代多位美國總統堅信，優先考慮股東利潤將創造出更加強勁的經濟發展。儘管許多工廠工人的工資略有增長，但跟不上他們的生產力。大多公司以巨額股息獎勵股東，同時試圖保持低工資。法院經常在勞資關係中做出有利於資方的裁決。工會顯得軟弱，罷工變得罕見。

### 新的基礎建設

紐約市修建中的道路。

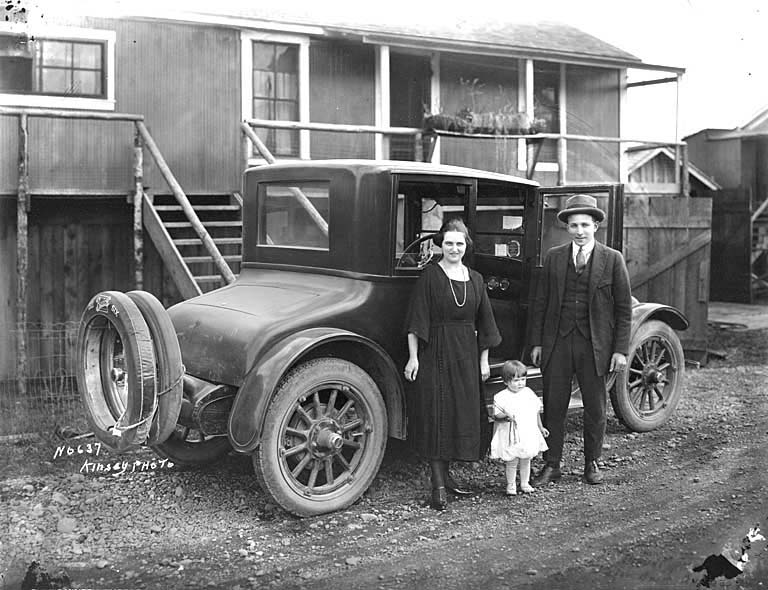
1920年代美國一個擁有汽車的家庭。

汽車的普及使得人們更加歡迎出行。觀光相關產業大幅增長，旅館、餐廳和藝品店大量出現。
在戰爭時期一度放緩的電氣化，在美國和加拿大更多地區被納入輸電網路的情況下大幅推進。許多產業的生產能源由煤礦改為電力。更多新的電廠被建成。
在美國，在都市地區持續增長的工業製造部門的吸引下，許多來自鄉村的人前往求職。

### 共和党的经济政策
当时执政的共和党制定的一系列经济政策被认为对经济增长产生了重要影响。政府推行完全不加行政干涉的自由放任经济政策（laissez faire economics），为大爆发创造了条件。1922年通过的Fordney-McCumber关税法藉由防止国外资本进入，而有效地保障了国内工商业的繁荣。财政部长安德魯·W·梅隆将附加税由50%削减至20%，帮助了那些商业财团巩固自己在其领域的垄断地位。

### 投机
充足的私人存款开始流入投机资金，特别是纽约证券交易所。大量的投机与炒作造成了股市泡沫，为29年的大崩溃营造了条件。此外，1925年到翌年间还曾发生过另一场被称为“佛州地产潮”的、与29年不甚相同的投资泡沫破灭事件。

### 人口的激增与城市化

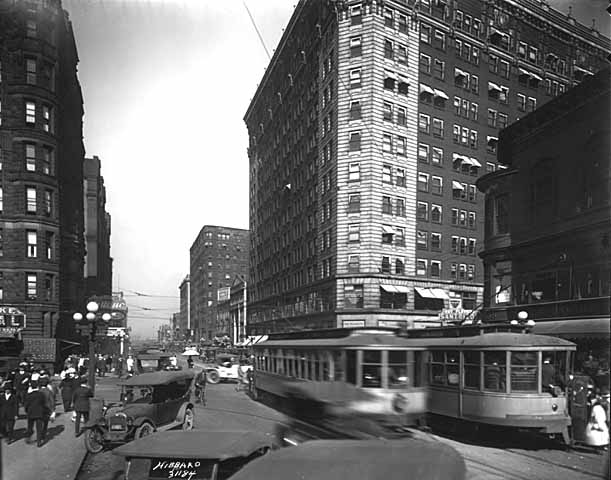
1920年代的明尼阿波利斯街景。

20年代另一个重要的变化趋势就是城市化。伴随着高速成长的工业，不断扩建的路、铁运输系统以及摩天大楼的出现，美加两国有史以来第一次城市居民数超过了农村。金融与保险行业翻了两倍，服务业占总生产的比重大幅攀升。在城市中诞生了今天为数庞大的白领阶层的最早一代，大批女性开始走进办公室去从事文秘等工作。到20年代晚期，加拿大的工人中女性比例达20%。
由于毗邻广袤的农作物产地，美国中西部及五大湖地区附近的城市，包括芝加哥和多伦多，此期间内的发展最为迅速。1914年开通的巴拿马运河也使得美国西海岸地区开始受益。

## 二十年代的文化

### 迷惘的一代
迷惘的一代（Lost Generation）是指那些经历了一战之后，开始对周围的世界产生怀疑与迷茫情绪的年轻人族群。这个词经常特指那些生活在巴黎的一些美籍作家，包括海明威，史考特·費茲傑羅，以及格特鲁德·斯坦等人。

### 社会批评
当美国人正在普遍陶醉于日益积累的财富与奢侈品之时，一些人开始注意到当时社会风气中的种种伪善和贪婪并以文学手段对其加以讽刺。作家辛克莱·刘易斯于1920年发表的作品《大街》（Main Street）便是其中之一。小说讽刺了一个生活在中西部城镇中众多无知、愚蠢的镇民。之后他的另一名作《巴比特》（Babbitt）描写了一个中年实业家对他安逸的生活和家庭显示出不屑与反抗，却最终发现年轻一代人也和他自己一样虚伪。他还发表了《埃尔默·甘特利》（Elmer Gantry，1927），讲述了一个骗子怎样和一个传教士合伙在某个小镇中推销宗教以从中牟利。
舍伍德·安德森和H·L·孟肯等其他社会批评家发表了短篇小说集《小镇畸人》（Winesburg, Ohio），重点剖析了一个小镇的发展史。孟肯通过大量的散文和其他文章抨击了美国人日趋低俗的文化品味。

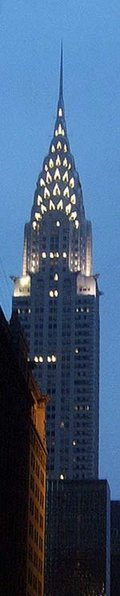
位于纽约的克莱斯勒大厦是装饰艺术运动的巅峰之作。

### 装饰艺术运动
装饰艺术风格（Art Deco）是这一时代的建筑与设计领域的代表。它起源于欧洲，20年代末传至美国。当时的世界第一高楼克莱斯勒大厦正是立体派风格的代表建筑物。立体派艺术讲究纯粹，强调几何特征，但并不限制艺术家们从自然中获取灵感。此外，立体派艺术从诞生起也不是一成不变：初期，线条多以曲线为主；后期，矩形设计逐渐流行。

### 表现主义和超现实主义
20世纪20年代开始，绘画艺术在北美与欧洲开始各行其道。此一时期，前者流行超现实主义艺术风格，而欧洲则是现实主义大行其道。正如Man Ray于1920年在一本达达主义艺术刊物New York Dada在美国开始发行后所说：达达在纽约活不了。

### 电影

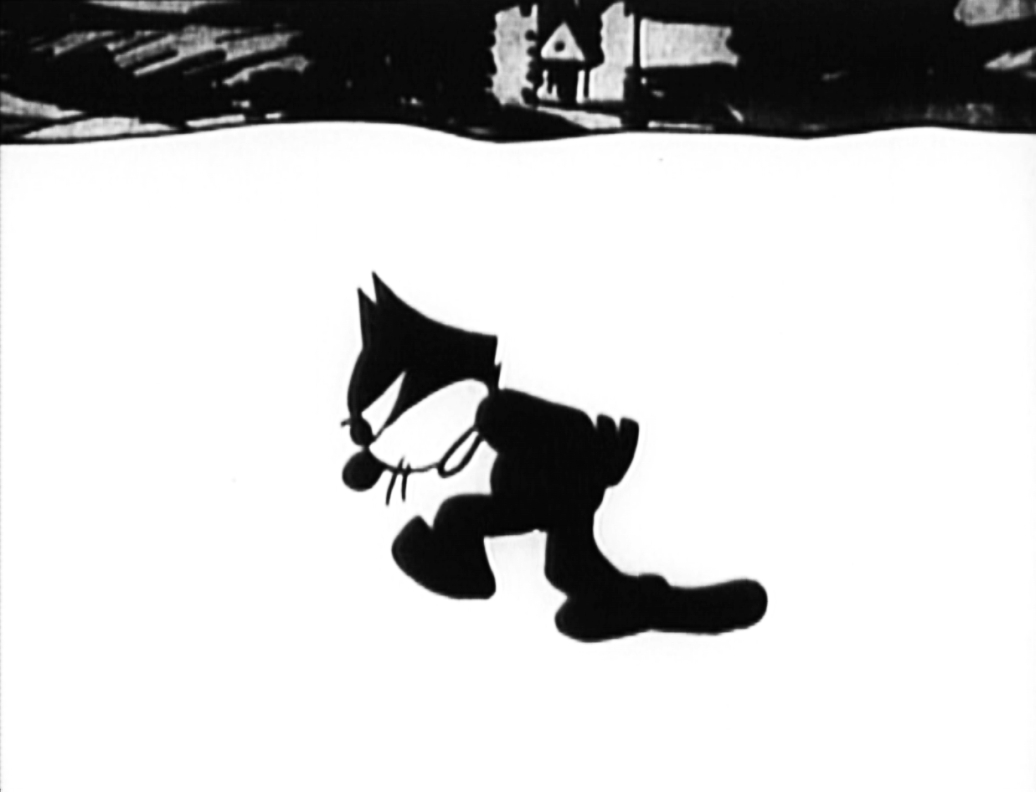
20年代的流行卡通角色菲力猫

除了查理·卓别林、玛丽·毕克馥等巨星外，这一时期的主要影星还有Warner Baxter、Clara Bow、Louise Brooks、Bebe Daniels、Billie Dove、Dorothy Mackaill、Mary Astor、Nancy Carroll、Janet Gaynor、Charles Farrell、William Haines、Conrad Nagel、John Gilbert、Dolores Del Rio、Norma Talmadge、Colleen Moore、Nita Naldi、Ramon Novarro、John Barrymore、Harold Lloyd、Norma Shearer、Joan Crawford、Douglas Fairbanks、Buster Keaton、Rudolph Valentino及Al Jolson等人。
20年代初，电影仍然是黑白无声片。1922年，第一部全彩电影《海的丧钟》（Toll of the Sea）公映。26年，华纳兄弟的影片《唐璜》（Don Juan）成为首部音乐音效俱全的影片。次年，华纳兄弟的新片《爵士歌手》（The Jazz Singer）终于有了语音。
公众对有声电影欣喜若狂，电影制作似乎在一夜之间彻底告别了无声时代。1928年，华纳兄弟的《纽约之光》（Lights of New York）采用全语音，次年更以首部全彩全语音影片《On with the Show》将当时的电影技术推上了新巅峰。

### 哈莱姆文艺复兴
在1920年代，美国黑人文化迅速发展，史称“哈莱姆文艺复兴”（哈莱姆区是纽约一个著名的少数族裔区）。1921年，黑天鹅唱片公司成立。在该公司鼎盛时期，平均每个月要发行10张唱片。All-African-American（完全非裔美国人）公司也于同年投入运作。23年，Robert Douglas成立“哈莱姆文艺复兴篮球俱乐部”，该俱乐部在30年代已被公认为世界最顶尖球队之一。
《机遇》杂志（Opportunity）开始出版。黑人剧作家Willis Richardson所创作影片的首次公演在Frazee剧院举行。Langston Hughes和Zora Neale Hurston等著名黑人作家在20年代开始得到社会认同。此外，黑人文化对爵士乐的发展起了至关重要的作用。

### 爵士乐时代
1922年在匹茨堡诞生了美国首个商业音乐电台KDKA。随后，新的广播电台在全美各地出现，爵士乐正是伴随着这一浪潮获得了广泛的受众。这个时期，爵士乐的形态不拘一格，几乎包容了从现代到颓废的一切元素。这个时期的著名音乐人和音乐组合包括：艾灵顿公爵、保罗·怀特曼、喬治·蓋希文、莱奥·瑞斯曼、Abe Lyman、Nat Shilkret、乔治·奥尔森、本·伯尼、鲍勃·哈林、Ben Selvin、Earl Burtnett、盖斯·阿恩海姆、Jean Goldkette、Fred Waring、尼克·卢卡斯、Harold Scrappy Lambert、Gene Austin、约翰尼·马文、Rudy Vallee、特德·刘易斯、Frank Munn、Franklyn Baur、Jack Smith、埃迪·康托尔、艾尔·乔逊、Maurice Chevalier、Morton Downey、James Melton、Ruth Etting、海伦·凯恩、克里夫·爱德华兹、切斯特·盖洛和迪克·罗伯逊。
路易斯·阿姆斯特朗以即兴表演和对传统单一旋律的发散变化而名噪一时，特别是他使得拟声吟唱（scat singing，用无意义的拟音词代替歌词来演唱）流行开来。在舞台上，当歌手们进行即兴的互动表演时经常使用此种形式。Sidney Bechet的主要贡献则包括对两种乐器的普及：单簧管以及萨克斯。由于当时舞场的增多，爵士乐多采用4/4拍的舞蹈音乐曲调以迎合这种需求。配合爵士乐的踢踏舞表演无论是在剧场还是在街头都广受欢迎。在20年代末，艾灵顿公爵对音乐界的影响导致了大乐团（big band）时代的到来。

### 舞蹈

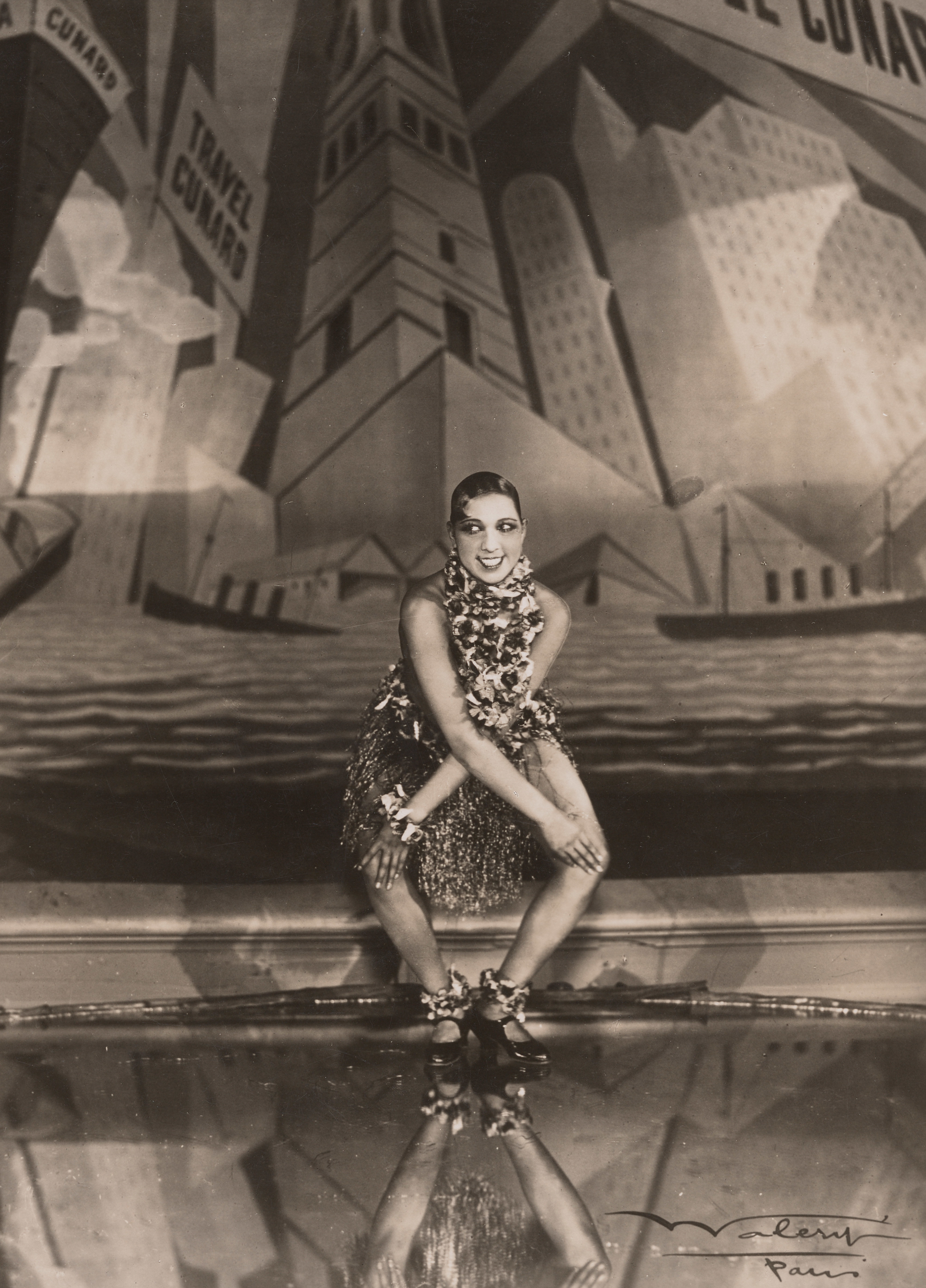
1926年，約瑟芬·貝克在巴黎女神遊樂廳表演查爾斯頓舞。

从20年代开始，遍及全美的舞场为广大舞者提供了充足的活动空间，在这里他们进行舞蹈比赛以及尝试新动作。在美国各地的舞蹈剧院里，一些专业人士为他们跳舞技巧上的改进提出建议。由于电气照明和空调技术的发展，晚场表演开始走向公众，舞厅表演与现场音乐交织成这个时代一个主要景观。当时，最为流行的舞蹈包括狐步舞、华尔兹和探戈。
在舞蹈形式的发展过程中，一个起到重要作用的角色正是哈莱姆文化。在许多娱乐场所，人们不分种族，肤色与阶级地共同享受同一种欢乐。棉花俱乐部的表演者多为黑人，可面向的却是较为富有的白人顾客；而萨伏瓦舞厅（Savoy Ballroom）则主要面向一般工人阶级，且多以黑人为主。
20世纪20年代开始，不断有风格怪异的新式舞蹈登场。別克威舞（Breakaway）和查爾斯頓舞（Charleston）源于非洲裔美国音乐曲调和节拍，同时包含了所有流行的蓝调元素。1922年随着两场百老汇音乐剧的上演，查爾斯頓开始风行美国。1926年起，起源于太阳神剧院（Apollo Theater）的扭臀舞逐渐取代查爾斯頓横扫各大舞厅。到1927年，作为別克威和查爾斯頓进一步发展的产物，整合了踢踏舞主要精华的林迪舞（Lindy Hop）成为社交标准舞蹈。林迪舞起源于Savoy舞剧院，最初是结合stride piano和ragtime等爵士乐曲演奏进行的表演。这种舞蹈在进化成搖擺舞（Swing Dance）之前有流行了起码十年。不过总的来看，以上这些舞蹈虽然一时风靡，但不过都是昙花一现，人们更多地还是在跳探戈等几种传统舞蹈。

### 选举制度
1920年8月18日田纳西州通过了宪法第19修正案，从此全美各州都实现了至少是在选举权上的男女平等。

### 女性的角色转换与时尚文化的演进
鉴于战争结束后悲惨的经济状况，许多丧失成年男子的家庭不得不寻求新的经济来源。女性开始走出家庭觅寻工作，这使她们对自身性别的自信心得到了提高。角色转换在各种媒体上也屡见不鲜：garçonne式穿戴为当时的职业女性提供了中性化的选择，尽管她们也可以在其他场合打扮得更加妖娆。牛仔裤、帽子和拐杖衬托了当时女性厌恶繁琐的装饰，追求单一雅致的审美倾向。受当时很多女影星的影响，留短发成为流行。中性主义的走红使紧身束腹过时，一些女性开始束胸以进一步淡化女性特征。短裙成为女孩的最爱，到了1927年，下摆的底边已经仅低于膝部（不过萧条期开始后又加长了）。
总的来看，对女性的定义在此间的确发生了翻天覆地的变化：作为战后的新一代女性，她们开始在公共场合吸烟、饮酒和歌舞，经营自己的连锁店，短发打扮、个性地着装和化装，以及充满自信地参与各种社会经济活动。

### 少数族裔与同性恋者的处境
城市中少数族群受到了比以往任何一段时间都更加平等的对待。这在当时的电影中可窥一斑。1929年的两部影片《红皮肤》（Redskin）和《神的孩子》（Son of the Gods）就公开批判了自以为是的白人激进分子，并对北美原住民和亚裔人群表达了同情。在电影中和舞台上，白人和有色人种开始同台献艺；在20年代的夜总会，经常可以看到白人和黑人一起跳舞或就餐。不过，这一切在30年代保守主义抬头后就再难见踪影了。
人们对同性恋者的容纳程度达到了1960年代之前的最高值。直到30年代早期，男性同性恋俱乐部都是公开经营的，这类场所被称作“pansy clubs”。当时的票房一线男星威廉·海恩斯（William Haines）就公开表明自己是同性恋，而且像他这样公示自己性取向的好莱坞演员并不止他一人。梅·韦斯特在1927年发表的同性恋题材剧作《拖》（Drag）大获成功，他也被认为是视同性恋者的性选择权利为基本人权的主要提倡者。好景不长，到了1930年代，由于公众越来越难以忍受同性恋的公开存在，同性恋艺人不得不在隐退和隐瞒中二者择一。

## 二十年代的生活

### 移民法
在20年代，美国和加拿大都出现了不同程度的排外倾向。1924年美国通过一项移民法案限制来自其既有移民总数已经达到美国1890年总人口2％的那些国家的移民（不包括非洲裔）。受此法案影响，20世纪头20年的欧洲对美国的移民潮划上了句号。亚裔和印度裔的移民则被完全禁止。1913年，加州通过了Webb-Haney法，防止那些尚没有公民权的外国人获得私有土地。还有另外11个州通过了类似法案。
在加拿大，1923年颁布了华人移民法限制了几乎所有来自亚洲的移民输入。该国还通过了其他一些法律控制东南欧移民。

### 禁酒令
1920年，针对酒精饮料的宪法第18修正案获得通过。这一修正案的初衷是试图通过禁酒缓和某些社会问题，然而事与愿违的是禁酒所带来的新问题要严重得多。基于第18修正案的沃爾斯泰德法通过后，美国开始全面禁止一切酒精类饮料的制造、贩卖和进出口。此后，美国各地开始滋生有组织犯罪，走私行为愈演愈烈，一切与酒精相关的非法地下活动都在牟取着暴利。在加拿大，尽管从没有在全国范围内实施禁酒，但美国禁酒法的影响依然是十分深刻的。

### 地下酒吧
禁酒令的13年间，各种地下酒吧开始在美国各地出现，并导致了一些黑社会性质帮派的出现。这些酒吧通常都与犯罪组织和走私犯关系密切。尽管美国警方和联邦调查局人员经常对这些酒吧进行突击搜查，但是从未能逮捕过任何幕后操控者。由于这类酒吧利润丰厚，不几年就发展成全美无处不在的非法场所。非法酒吧装潢考究，提供各种食品和现场表演。并且通常会有已经贿赂好的警察来通风报信，以备任何警方的突然袭击。

### 20年代的文学

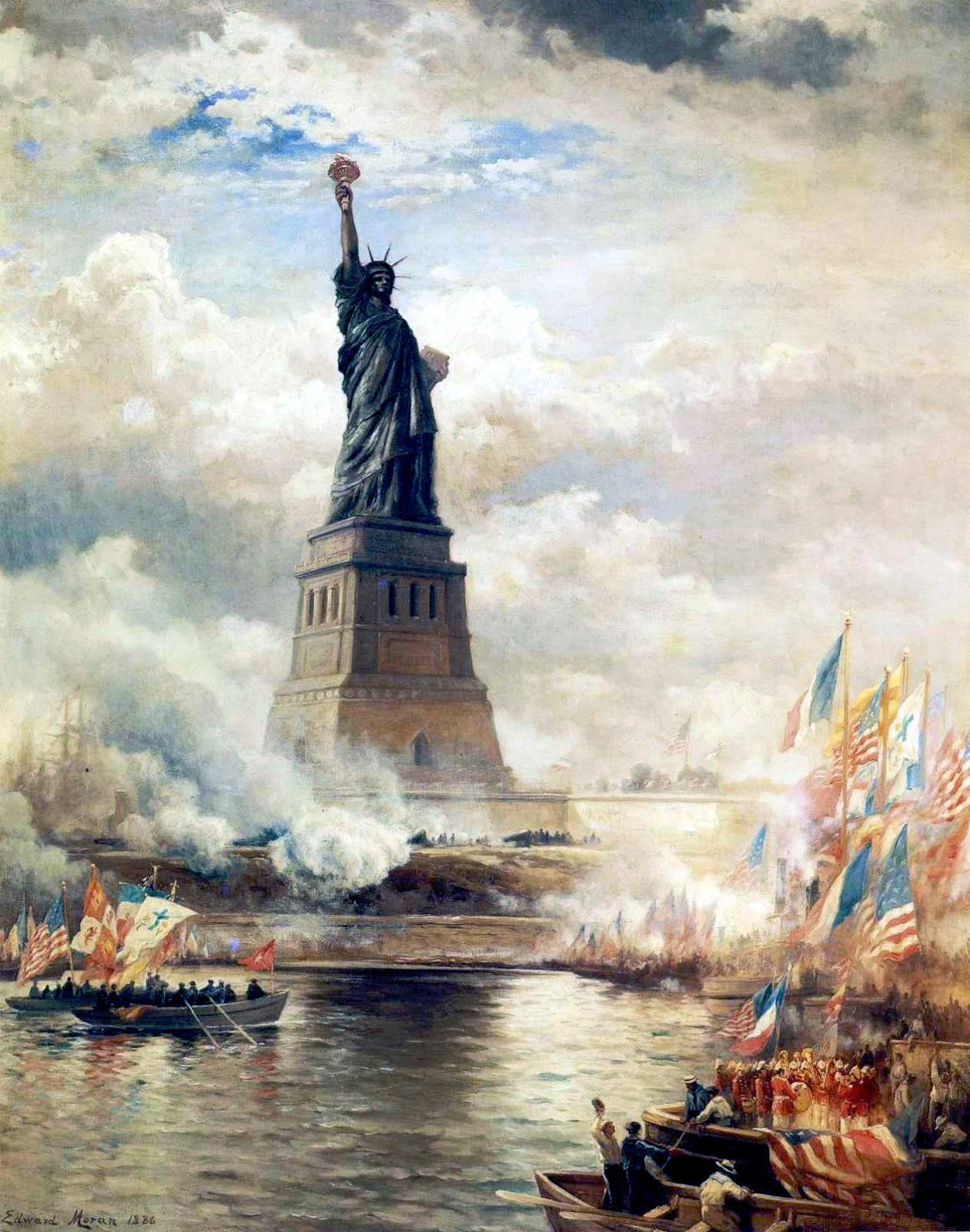
法蘭西斯·史考特·費茲傑羅在他经历的20年代中对美国梦的反思是《大亨小傳》的一个深层主题

20年代是文学多产的年代。当时的著名作家包括辛克莱·刘易斯、薇拉·凯瑟、威廉·福克纳、史考特·費茲傑羅、卡爾·桑德堡以及欧内斯特·海明威等人。劳伦斯的小说《查泰莱夫人的情人》由于露骨的性描写曾一时掀起轩然大波。
20年代诞生的一些名著：
- 《了不起的盖茨比》，史考特·費茲傑羅著。此书一般被认为是对爵士乐时代的一个缩影。
- 《西线无战事》，埃里希·瑪利亞·雷馬克著。描写了战争前线的残酷和人们的冷漠无情。
- 《天堂的这一边》（This Side of Paradise）史考特·費茲傑羅德著。探讨了战后年轻一代的内心世界。
- 《太阳照常升起》，海明威著。讲述了20年代一群在欧洲旅居的美国人的故事。

### 林白成功飞越大西洋
1927年查尔斯·林白写就了人类航空史的新篇章。他于5月21日自纽约长岛的罗斯福机场起飞，于次日抵达巴黎，成功实现史上首次单人不间断横跨大西洋的飞行。他所驾驶的飞机圣路易斯精神号由唐纳德·霍尔（Donald Hall）设计，加州圣地亚哥雷恩航空公司制造。飞行耗时33.5小时。在巴黎，法国总统授予了他法兰西军团勋章；当他返回美国时，一支舰队为他护航；在华盛顿，他得到了柯立芝总统杰出飞行十字勋章的表彰。林白因他的空前壮举而名噪一时。

### 体育运动

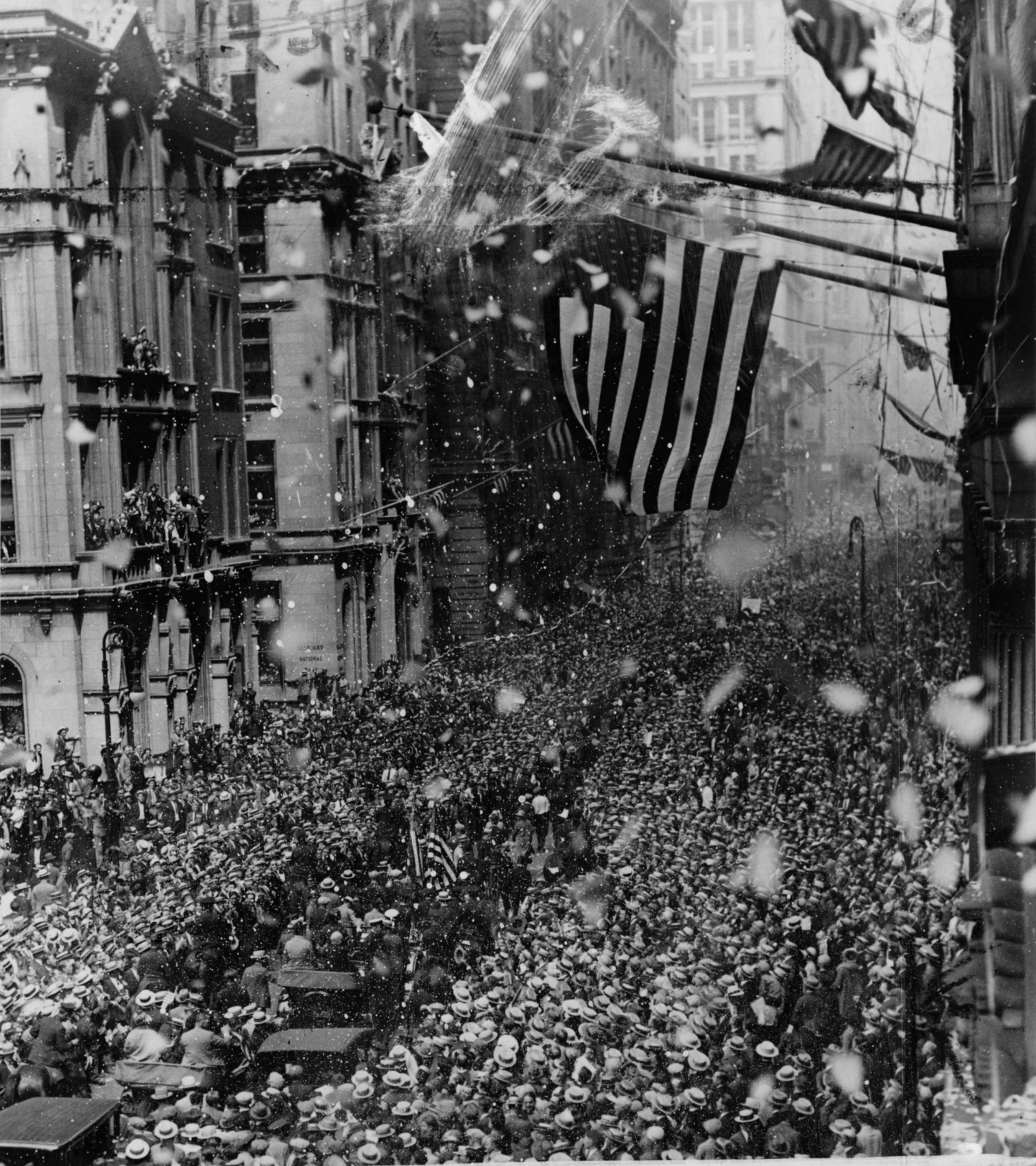
1926年，人们在百老匯大道的英雄峡谷（Canyon of Heroes）夹道迎接甫回国的格特鲁德·埃德尔，她是首位游泳穿过英吉利海峡的女性

咆哮的二十年代可以说是全美体育发展的盛世。人们不分阶级与地域地聚集到体育场观看各种比赛。五花八门的体育报道铺天盖地，运动员的成绩总能使各大报纸不惜褒赏之词。传奇作家格兰特兰德·赖斯（Grantland Rice）和达蒙·鲁尼恩（Damon Runyon）也曾是当时的体育记者。
20年代的体坛第一人是在今天也在美国家喻户晓的棒球运动员貝比·魯斯。他标志性的全垒打开启了这项运动的全新时代，他使全美国为之疯狂，他所加冕的荣誉和所获得的评价在当时无人能及。1927年他创造了一项此后保持了34年之久的单赛季全垒打新纪录-60次。他与另一位后起之秀盧·賈里格共同书写了纽约洋基棒球队百年辉煌战史的最早篇章。
其他运动项目也不乏明星人物。酒吧打手出身的杰克·邓普西赢得了世界重量级拳王的殊荣。后来加盟芝加哥熊队的伊利诺伊大学橄榄球运动员莱德·格兰吉（Red Grange）以其无可匹敌的底线冲刺为该项运动的普及推波助澜。比尔·蒂尔登统治了当时的网坛，并且时至今日也被认为是最伟大的网球运动员之一。高尔夫球运动因鲍比·琼斯的辉煌战绩而得到了推广，可以说在杰克·尼克劳斯之前，还没有人能够达到他在球场上的压倒性优势。
上述五人，棒球运动员貝比·魯斯，拳击运动员杰克·邓普西，橄榄球运动员莱德·格兰吉，网球运动员比尔·蒂尔登，高尔夫球运动员鲍比·琼斯合称二十年代美国体坛的“Big Five”，他们代表了当时体育运动的最高峰。

## 二十年代的关键人物
- 艾爾·卡彭：臭名昭著、无人不晓的芝加哥黑帮头子。
- 查爾斯·林白：1927年成功单身飞渡大西洋的飞行家。
- 梅·韦斯特：美国著名女演员和剧作家，她的表演在当时被认为是有伤风化。
- 法蘭西斯·史考特·費茲傑羅：著名作家，发表了不朽名篇《了不起的盖茨比》、《天堂的这一边》。

## 二十年代的美国政治

### 沃伦·G·哈定

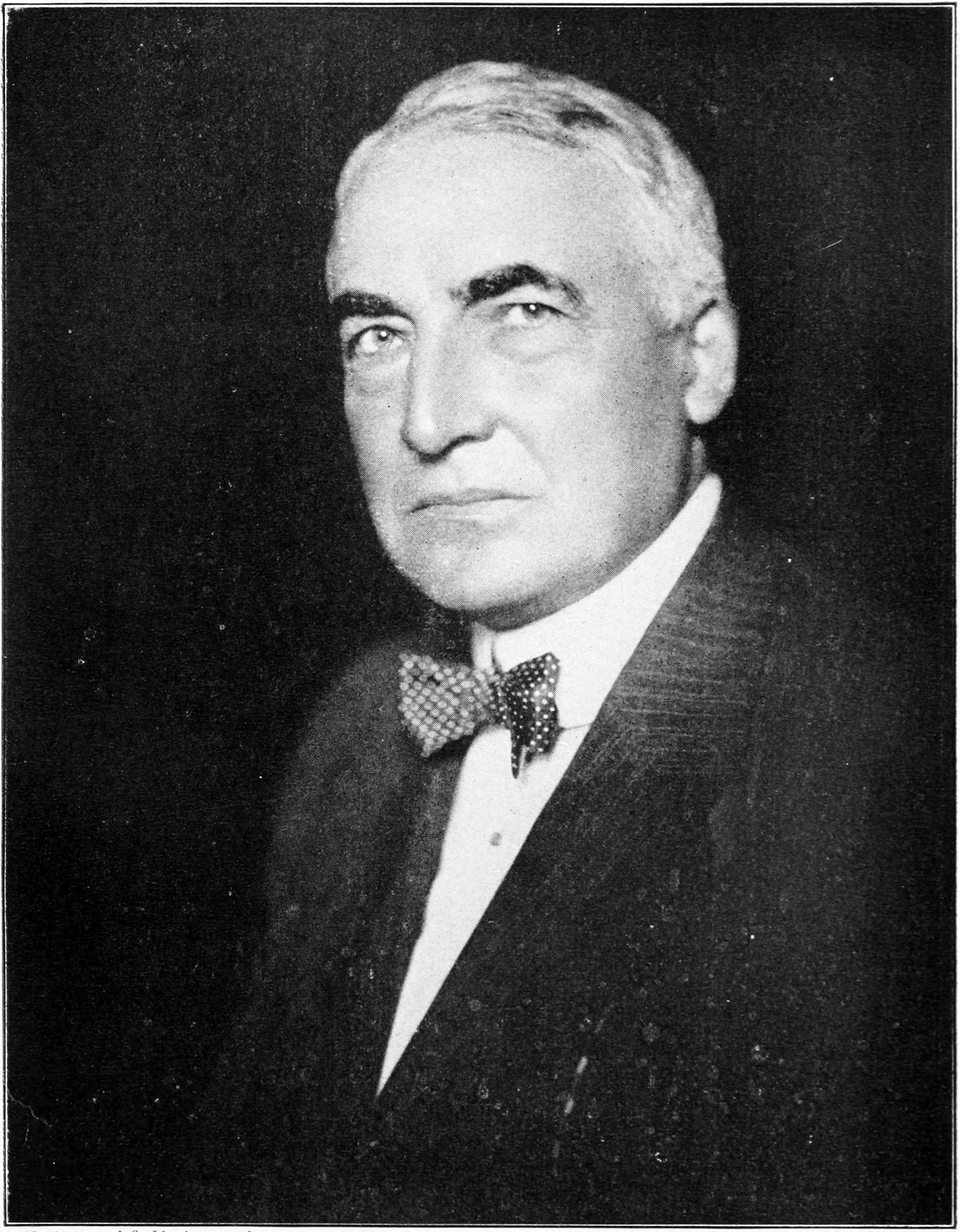
哈定。

第29任总统沃伦·G·哈定的竞选誓言是“回归常态”（Return to Normalcy），应注意这里的Normalcy一词是哈定的创造。“回归常态”折射了当时的三个趋势：强化北美孤立主义，复活移民排斥主义，弱化政府行动主义。在经济上，哈定采取自由放任政策。从1919年夏天开始，哈定发起“前廊运动”（Front Porch Campaign），正式参与竞选。这场竞选在美国历史上可谓盛况空前：各大媒体争相报道，新闻影片层出不穷，财界巨头如爱迪生、亨利·福特等人为他慷慨解囊，甚至好莱坞明星们也受邀前往俄亥俄州马里恩市哈定夫妇的家中与他们合影，以此赢得人心。截至20年秋天大选前夕，估计先后有60万人参与了奔赴马里恩的“朝圣”活动。哈定任内其政权饱受丑闻困扰，不过哈定本人似乎并未卷入其中。关于丑闻，他的名言是：“老天，没有比当总统更糟的职业了。”，以及“和我过不去的并不是我的敌人，只是一些该死的朋友，是他们让我彻夜难眠”。

### 卡尔文·柯立芝
柯立芝因哈定在任内病逝而就任美国第30任总统。1924年凭借“秩序与繁荣”的竞选主旨，他轻松连任成功。1924年2月12日，柯立芝成为第一个通过广播进行政治演说的美国总统。之后他又利用这种新媒体创造了几个美国总统的“第一”，比如上任十天之后他就在白宫发表了第一次全国广播的政治演讲。柯立芝的名言是：“美国人的要紧事就是做买卖”（The chief business of the American People is business）。

### 赫伯特·胡佛
美国第31任总统赫伯特·胡佛于1929年就职，他是20年代最后一位总统。他于1928年宣称：“今天，我们美国人比历史上任何一个地方都更加接近彻底战胜贫穷。”事实是他说的几乎完全相反。美国前所未有的大萧条时代已经为期不远。

### 工会的变迁
1910年代末的几次罢工改变了美国公众对工会的看法。国家开始动用国民警卫队进行镇压，刑法条款追加了对制造骚乱的处罚。受此影响，工会成员数目激减。激进的工会主义受联邦在一战期间通过的反间谍法和反颠覆法（Sedition Act）的作用而衰退。社会主义运动领袖尤金·V·德布斯据反颠覆法被处以10年监禁，不过后来他得到了哈定总统的提前特赦。

## 二十年代的加拿大政治
加拿大自由党掌控了20年代的加国政坛。20年代加政府花了大部分时间调整经济，偿还战争和铁路过度投资的债务。东部的小麦主产省份在经历20世纪早期的高速发展后因小麦价格下跌而陷入困境。

## 咆哮时代的终结

### 黑色星期二
伴随着愈趋疯狂的投机行为，道琼斯工业平均指数连续数周持续上扬，1928年到1929年的牛市似乎将会永无休止。
终于在1929年10月29日星期二，华尔街股市突然宣告崩盘。使当时体制并不健全，发展也不健康的美国经济遭受致命一击，广泛波及资本主义世界的30年代大萧条拉开了帷幕。

### 撤销禁酒令
1933年2月20日，宪法第21修正案获得通过，禁酒令宣告撤销。各州立即据此案对酒精饮料解除管制。一如当年非法饮酒成为咆哮年代的时代符号，饮酒的合法化也从一个侧面告诉人们辉煌已成往事，美国经济与社会发展需要重头再来。

## 外部連結
- The 1920s
- Quiz: Life in the Roaring Twenties（页面存档备份，存于）
- Teaching the American Twenties Exhibit from the Harry Ransom Center at the University of Texas at Austin
- 1920s timeline, Harlem
- Roaring Twenties（页面存档备份，存于） study guide and teacher resources – timeline, quotes, analysis, multimedia
- History Channel: The Roaring Twenties（页面存档备份，存于）